# Кодетта
Коде́тта (с итал. — «маленькая кода») — в классической музыке короткая музыкальная связка, следующая за партией, темой, секцией. Кодетта может встречаться и в завершении, коде или постлюдии. 
На кодетту возлагается функция гармонического подтверждения каданса. Выделяются два типа кодетт:
- гармоническая — обычно два такта, повторяющие гармонии (но не обязательно мелодию) последней фразы;
- мелодическая — по крайней мере четыре такта, обычно использующие фигуру из предыдущей фразы, хотя встречается и новый музыкальный материал.